# La Chaize-Giraud

La Chaize-Giraud este o comună în departamentul Vendée, Franța. În 2009 avea o populație de 878 de locuitori.